# Olympische Sommerspiele 1968/Teilnehmer (Afghanistan)
| Gelbes Symbol für Goldmedaillen mit stilisierten Olympischen Ringen | Graues Symbol für Silbermedaillen mit stilisierten Olympischen Ringen | Braundes Symbol für Bronzemedaillen mit stilisierten Olympischen Ringen |
| ------------------------------------------------------------------- | --------------------------------------------------------------------- | ----------------------------------------------------------------------- |
| —                                                                   | —                                                                     | —                                                                       |

Afghanistan nahm bei den XIX. Olympischen Sommerspielen 1968 in Mexiko-Stadt zum sechsten Mal an Olympischen Spielen teil. In der Delegation waren fünf Athleten, die alle im Ringen an den Start gingen. Die Mannschaft umfasste ausschließlich Männer.

## Ringen
- Kayum Ayub
Männer, Freistil, Weltergewicht (– 78 kg) → 2. Runde
- Aka-Jahan Dastagir
Männer, Freistil, Leichtgewicht (– 70 kg) → 2. Runde
- Ghulam Dastagir
Männer, Freistil, Mittelgewicht (– 87 kg) → 2. Runde
- Ahmad Djan
Männer, Freistil, Bantamgewicht (– 57 kg) → 2. Runde
- Mohammad Ebrahimi
Männer, Freistil, Federgewicht (– 63 kg) → 2. Runde